# Hubert Forstinger
Hubert Forstinger (1946. szeptember 2. –) osztrák nemzetközi labdarúgó-játékvezető. Polgári foglalkozása utazási iroda alkalmazottja.

## Pályafutása

### Nemzeti játékvezetés
1984-ben lett hazája legfelső szintű labdarúgó-bajnokságának játékvezetője. Az aktív nemzeti játékvezetéstől 1995-ben vonult vissza.

### Nemzetközi játékvezetés
Az Osztrák labdarúgó-szövetség Játékvezető Bizottsága (JB) 1987-ben terjesztette fel nemzetközi játékvezetőnek, a Nemzetközi Labdarúgó-szövetség (FIFA) bíróinak keretébe. Több nemzetek közötti válogatott és klubmérkőzést vezetett. UEFA besorolás szerint a „mester” kategóriába tevékenykedett. Az osztrák nemzetközi játékvezetők rangsorában, a világbajnokság-Európa-bajnokság sorrendjében többedmagával a 7. helyet foglalja el 8 találkozó szolgálatával. Az aktív nemzetközi játékvezetéstől 1995-ben búcsúzott.

#### Világbajnokság

##### U20-as labdarúgó-világbajnokság
Szaúd-Arábia rendezte a 7., az 1989-es ifjúsági labdarúgó-világbajnokságot, ahol a FIFA JB hivatalnokként foglalkoztatta.
| Időpont           | Helyszín                         | Mérkőzés típusa              | Mérkőzés            | Eredmény | Nézők száma |
| ----------------- | -------------------------------- | ---------------------------- | ------------------- | -------- | ----------- |
| 1989. február 22. | Központi Stadion, Dzsidda        | csoportmérkőzés (C. csoport) | Brazília–Amerika    | 3 : 1    | 25 000      |
| 1989. február 25. | Mohamed bin Fahd Stadion, Dammam | egyik negyeddöntő            | Szovjetunió–Nigéria | 4 : 4    | 10 000      |

A világbajnoki döntőhöz vezető úton Olaszországba a XIV., az 1990-es labdarúgó-világbajnokságra és Egyesült Államokba a XV., az 1994-es labdarúgó-világbajnokságra a FIFA JB bíróként alkalmazta.

##### 1990-es labdarúgó-világbajnokság

###### Selejtező mérkőzés
| Időpont             | Helyszín                 | Mérkőzés típusa        | Mérkőzés            | Eredmény | Nézők száma |
| ------------------- | ------------------------ | ---------------------- | ------------------- | -------- | ----------- |
| 1988. november 2.   | Steaua Stadion, Bukarest | selejtező (1. csoport) | Románia–Görögország | 3 : 0    | 18 000      |
| 1989. szeptember 6. | GSP Stadion, Nicosia     | selejtező (2. csoport) | Svédország–Anglia   | 0 : 0    | 38 588      |

##### 1994-es labdarúgó-világbajnokság

###### Selejtező mérkőzés
| Időpont           | Helyszín                    | Mérkőzés típusa           | Mérkőzés          | Eredmény | Nézők száma |
| ----------------- | --------------------------- | ------------------------- | ----------------- | -------- | ----------- |
| 1992. október 14. | Ibrox Park Stadion, Glasgow | előselejtező (1. csoport) | Skócia–Portugália | 0 : 0    | 22 583      |

#### Európa-bajnokság
Az európai-labdarúgó torna döntőjéhez vezető úton Német Szövetségi Köztársaságba a VIII., az 1988-as labdarúgó-Európa-bajnokságra és Svédországba a IX., az 1992-es labdarúgó-Európa-bajnokságra az UEFA JB játékvezetőként foglalkoztatta.

##### 1988-as labdarúgó-Európa-bajnokság

###### Selejtező mérkőzés
| Időpont            | Helyszín                  | Mérkőzés típusa           | Mérkőzés      | Eredmény | Nézők száma |
| ------------------ | ------------------------- | ------------------------- | ------------- | -------- | ----------- |
| 1987. december 20. | Nemzeti Stadion, Ta’ Qali | előselejtező (2. csoport) | Málta–Belgium | 0 : 1    | 5 651       |

##### 1992-es labdarúgó-Európa-bajnokság

###### Selejtező mérkőzés
| Időpont              | Helyszín                           | Mérkőzés típusa           | Mérkőzés                    | Eredmény | Nézők száma |
| -------------------- | ---------------------------------- | ------------------------- | --------------------------- | -------- | ----------- |
| 1990. szeptember 12. | Lenin-stadion, Moszkva             | előselejtező (3. csoport) | Szovjetunió–Norvégia        | 2 : 0    | 23 000      |
| 1991. október 12.    | Benito Villamarín Stadion, Sevilla | előselejtező (1. csoport) | Spanyolország–Franciaország | 1 : 2    | 20 000      |
| 1991. november 13.   | Lech Stadion, Poznań               | előselejtező (7. csoport) | Lengyelország–Anglia        | 1 : 1    | 10 300      |
| 1992. június 17.     | Központi Stadion, Malmö            | selejtező (A. csoport)    | Dánia–Franciaország         | 1 : 2    | 25 763      |